# Jethro Tull
Jethro Tull («Дже́тро Талл») — британская рок-группа, созданная в Блэкпуле в 1967 году.
Лидер коллектива И́эн А́ндерсон стал первым рок-музыкантом, регулярно использующим флейту. Группа начинала с исполнения блюз-рока, однако вскоре в их музыке появились влияния фолка, джаза и классической музыки.
Группа была названа по имени Джетро Талла — учёного-агротехника, жившего в Англии на рубеже XVII—XVIII веков и прославившегося изобретением усовершенствованной модели плуга-сеялки. Примечательным фактом является то, что в конструкции этого приспособления использовался принцип работы музыкального инструмента — орга́на.
При том, что Jethro Tull всегда были далеки от мейнстрима, использовали крайне сложные аранжировки и писали необычные, замысловатые тексты, в 1970-х годах им сопутствовал и значительный коммерческий успех: 5 альбомов группы получили платиновый статус, 11 — золотой, всего же в мире было продано свыше 60 миллионов копий альбомов группы.

## История

### 1963—1967: Истоки
Первая группа Иэна Андерсона (вокал, гитара), в которой также играли его однокашники Джефри Хэммонд (бас-гитара) и Джон Эванс (Эван, Ивэн) (ударные), была основана в 1963 году в Блэкпуле и называлась, в честь клуба Джеймса Бонда, The Blades. The Blades исполняли обработки популярных произведений — блюзы и песни в стиле соул. Их первое выступление прошло в местном клубе The Holy Family. Вскоре к группе присоединились Бэрри Барлоу (англ. Barrie Barlow, ударные) и Майкл Стивенс (гитара). В конце 1965 года название сменили на John Evan Band, по имени пианиста и барабанщика коллектива Джона Ивэна, тем не менее фактическим лидером группы был Андерсон.
В поисках лучшей судьбы группа перебралась в окрестности Лондона — в город Лутон. Часто наведывались и в Ливерпуль. Однако больших успехов команде снискать не удалось, и очень скоро большинство её участников отправились обратно в Блэкпул. Остались лишь Иэн Андерсон и бас-гитарист Гленн Корник (англ. Glenn Cornick). В скором времени они объединили творческие силы с блюз-гитаристом Миком Абрахамсом (Mick Abrahams) и ударником Клайвом Банкером (Clive Bunker), которые играли в местной команде McGregor's Engine.
Поначалу дела у нового ансамбля не заладились, и их редко приглашали больше одного раза в одно и то же заведение. Лучшим выходом из ситуации музыканты сочли постоянную смену названия группы в надежде на то, что хозяева клубов не запомнили их в лицо. Названия менялись так часто, что у членов команды попросту иссякло воображение, и они просили придумать очередной вариант ребят из технической поддержки. Один из них, любитель истории, предложил вариант «Jethro Tull» в честь английского агронома-новатора XVIII века. Единственной причиной, по которой это название прочно закрепилось за группой, стал тот факт, что именно под таким именем её увидел первый директор клуба Marquee, Джон Джи (John Gee), которому выступление музыкантов более или менее пришлось по душе, в связи с чем их пригласили выступить повторно. Они заключили договор с процветающим агентством Эллиса-Райта (Ellis-Wright) и стали, таким образом, третьей группой, чьи дела вела компания, вскоре превратившаяся в империю Chrysalis.

### 1968: Прогрессивный блюз
Первый сингл Jethro Tull, спродюсированный Дереком Лоуренсом (Derek Lawrence), так и не обрёл большого признания у публики (это была довольно слащавая композиция «Sunshine Day», написанная Абрахамсом), зато стал ценной добычей коллекционеров, так как на обложке пластинки название группы было написано с опечаткой: «Jethro Toe». Вскоре команда выпустила свой дебютный альбом в стиле блюз This Was (1968). На этом диске, помимо оригинальных творений Андерсона и Абрахамсома, присутствовала версия известной песни «Cat’s Squirrel», при исполнении которой очевидно проявились блюз-роковые наклонности Абрахамса. Андерсон получил возможность сполна продемонстрировать свой талант флейтиста в джазовой композиции «Serenade to a Cuckoo» Роланда Кёрка. Андерсон впервые взял в руки флейту всего лишь за полгода до выхода альбома. Общий стиль группы того периода Андерсон определял, как «некую смесь прогрессивного блюза с щепоткой джаза».
После этого альбома Абрахамс оставил группу и основал свою собственную — Blodwyn Pig. Причин для его ухода было несколько: Абрахамс был ярым приверженцем классического блюза, тогда как Андерсон хотел использовать и другие музыкальные стили; взаимная неприязнь Корника и Абрахамса; не слишком-то большое рвение путешествовать, тем более за границу, и играть более трёх раз в неделю, тогда как всем остальным участникам команды хотелось посмотреть мир и обрести известность за пределами родины.
В связи с уходом Абрахамса группе пришлось искать нового гитариста. Было просмотрено множество кандидатов, одним из которых был Тони Айомми, впоследствии прославившийся с Black Sabbath. Последний, хоть и появился вместе с командой на записи знаменитого телешоу The Rolling Stones Rock and Roll Circus (где всем участникам Tull, кроме Андерсона, пришлось выступать под фонограмму), в группе так и не прижился (точная причина ухода неизвестна, среди версий: музыкальные разногласия, пристрастие Айомми к марихуане, желание Тони продолжать работу со своим коллективом).

### 1969—1971: В поисках собственного стиля
После долгих и мучительных проб Андерсон утвердил на роль гитариста Мартина Барра (Martin Barre). Более всего тот поразил Андерсона настойчивостью: он так нервничал на первом просмотре, что вообще не мог играть, а явившись на второе прослушивание, забыл захватить шнур для подключения гитары к усилителю. Несмотря на эти недоразумения, именно Мартин Барр стал постоянной заменой Абрахамсу в Jethro Tull и настоящим долгожителем группы, проиграв в ней столь долго, что по этому показателю уступает только самому Андерсону.
Новым составом группа записала альбом Stand Up (1969) Этот альбом стал единственным в истории Tull, которому удалось взобраться на вершину британского рейтинга популярности. Вся музыка, за исключением джазовой обработки композиции Баха «Bourée», была написана Иэном Андерсоном. Фактически, это был уже совсем не блюзовый альбом, — музыкальный стиль, в котором стала играть группа, скорее можно определить как прогрессив-рок. В том же 1969 году группа выпустила сингл «Living in the Past», который достиг 3-го места в британских чартах. И хотя выпуск синглов в то время был довольно редким делом для музыкантов, исполнявших прог-рок, Jethro Tull на этом не остановились и закрепили свой успех ещё несколькими подобного рода композициями: «Sweet Dream» (1969), «The Witch’s Promise» (1970), «Life Is a Long Song» (1971). В 1970 году в группу вернулся (поначалу в качестве приглашённого музыканта) Джон Ивен, и уже вместе с ним коллектив выпустил альбом Benefit.
После записи Benefit группу покинул бас-гитарист Корник, и на его место Андерсон пригласил своего друга детства Джеффри Хэммонда (Jeffrey Hammond), в честь которого были названы такие песни, как «A Song For Jeffrey», «Jeffrey Goes to Leicester Square» и «For Michael Collins, Jeffrey, and Me». Позже Джеффри исполнит роль рассказчика в постановке «The Story of the Hare Who Lost His Spectacles», звучащей в альбоме A Passion Play. На обложках дисков и во время живых выступлений Джеффри частенько именовали Хэммонд-Хэммонд, это было своего рода шуткой «для своих». Эта шутка намекает на тот факт, что девичья фамилия матери Джеффри была такой же, как и у его отца — Хэммонд, однако они не являлись родственниками.
Тем же самым составом в 1971 году Tull выпустили свой самый известный диск Aqualung. Работа получилась весьма глубокой по поэтическому содержанию; в текстах Андерсон выразил своё резкое мнение по поводу религиозных и общественных реалий того времени. Несмотря на то что альбом состоит из весьма разнообразных песен, между ними существует некая связь, что позволяет критикам именовать Aqualung концептуальным произведением. Главный персонаж альбома — презренный бродяга, шатающийся по улицам и вожделенно роняющий слюни при виде маленьких девочек. Героиней песни «Cross-Eyed Mary» стала школьница-проститутка. Композиция «My God», написанная ещё до выхода альбома Benefit, и уже успевшая стать важной частью концертных выступлений группы, тоже вошла в этот альбом. Эта песня стала своего рода пощёчиной для христианских ханжей: «Люди, что же вы наделали?! Заперли Его в золотой клетке, прогнули под свою религию, Того, кто воскрес из мёртвых…». Полная противоположность — «Wond’ring Aloud» — нежная акустическая баллада. Самой большой популярности удостоилась композиция «Locomotive Breath», которая и поныне регулярно звучит в эфире радиостанций, и редкое выступление Jethro Tull обходится без неё.

### 1972—1976: Прогрессивный рок

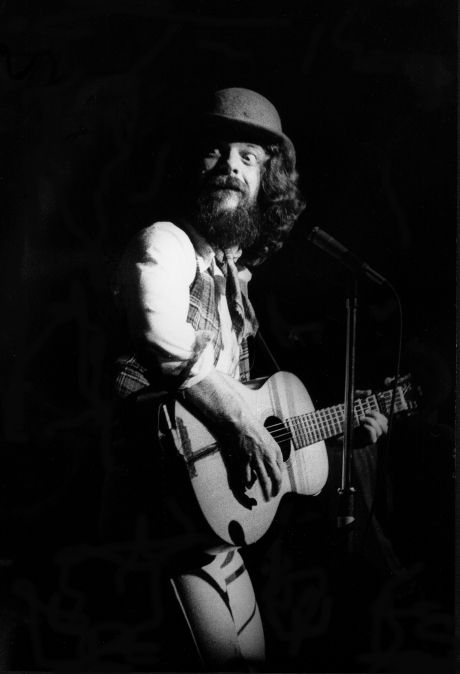
Иэн Андерсон, 1978 год.

В начале 1971 года, не выдержав тяжёлого гастрольного графика и желая проводить больше времени с семьёй, уходит ударник группы Банкер. Место за барабанной установкой занимает Бэрримор Барлоу (Barriemore Barlow). Его дебют в качестве полноценного члена группы состоялся на записи диска 1972 года Thick as a Brick. Альбом этот уже без всяких оговорок являлся концептуальным, и по сути дела состоял из одной композиции, длившейся 43 минуты 28 секунд. Для того времени это явилось настоящим откровением.
Некоторые фрагменты этой композиции довольно часто звучали в радиоэфире тогда, да и в наши дни их с удовольствием крутят в качестве классики рок-музыки. Thick as a Brick был первым настоящим вкладом Jethro Tull в прогрессивное направление рока, а также первым их диском, достигшим верхней строчки в американском хит-параде. Вторым и последним стал следующий альбом группы A Passion Play, увидевший свет в 1973 году. Квинтет Андерсон-Барр-Ивэн-Хэммонд-Барлоу просуществовал до 1975 года.
В 1972 году группой был издан сборник композиций прошлых лет, по разным причинам не вошедших в альбомы. Он получил символическое название Living in the Past (Живя в прошлом). Одна из его сторон содержала запись концерта 1970 года в нью-йоркском Карнеги-Холле. Титульная композиция диска стала одним из самых успешных синглов группы. Испытывая серьёзные проблемы в связи с непомерными налогами у себя на родине, музыканты Jethro Tull решили записывать свой следующий альбом во Франции. Для этого они арендовали студию, в которой до них успели поработать такие звёзды, как Элтон Джон и Rolling Stones. Однако в процессе работы Андерсон оказался совершенно разочарован качеством предоставленной аппаратуры, и в итоге репетиции были прерваны. Записи печально известной сессии впервые появились в 1988 году на сборнике 20 Years of Jethro Tull (Chateau D`Isaster Tapes). После возвращения в Англию группа в короткие сроки записала новый материал, который и стал основой очередного концептуального творения Jethro Tull — альбома A Passion Play. Основной темой на этот раз Андерсон избрал размышления на тему жизни после смерти. В музыкальном плане были продолжены неоднозначные эксперименты со звуком, в частности на диске заметное внимание было отдано саксофону. A Passion Play довольно неплохо продавался, однако настроение Андерсону существенно подпортили музыкальные критики. Особенно постарался в этом плане обозреватель Melody Maker Крис Уэлч, разнёсший группу в пух и прах за её не слишком убедительное, на его взгляд, концертное выступление. Несмотря на серьёзную критику композиция «A Passion Play» заняла 3-е место в списке «25 лучших песен всех времён в жанре прогрессивного рока» по версии сайта PopMatters.
Насколько явно портились отношения лидера Jethro Tull с критикой, настолько же очевидно усиливались внимание и любовь к группе со стороны слушателей. Подтверждением данной тенденции стала пластинка 1974 года War Child. Большинство её композиций изначально предназначались для одноимённого фильма, который так и не вышел на экраны. Диск достиг в итоге второй строчки в списке популярности журнала Billboard, а композиции «Bungle In The Jungle» и «Skating Away on the Thin Ice of the New Day» стали радиохитами. Ещё одной примечательной песней альбома стала своего рода отповедь акулам пера «Only Solitaire», посвящённая одному из ярых критиков Андерсона, музыкальному обозревателю издания L.A. Times Роберту Хилбурну.
В 1975 году группа представила на суд публики своё очередное творение Minstrel in the Gallery, которое в целом напоминало Aqualung, сочетая в себе нежные акустические вещи с более резкими композициями, основой которых стали электрогитарные пассажи Барра. Песни альбома были наполнены грустными размышлениями, граничащими порой с откровенным цинизмом, что объясняется определённым личностным кризисом Андерсона, вызванным разводом с его первой женой. Отзывы критики были смешанными, поклонники же в целом благожелательно отнеслись к новой работе своих любимцев. Вообще впоследствии Minstrel… был признан одним из лучших дисков за всю карьеру Jethro Tull, несмотря на то, что он явно уступает в популярности другому классическому произведению группы — альбому Aqualung. Вскоре после выхода пластинки коллектив опять понёс потери в составе. На этот раз с группой распрощался басист Хэммонд, решивший завязать с музыкой и полностью сосредоточиться на живописи. Вакансию был призван заполнить Джон Глэскок (John Glascock), игравший до того в группе фламенко-рока Carmen, которая сопровождала Jethro Tull в предыдущем гастрольном туре.
Диск 1976 года Too Old to Rock ’n’ Roll: Too Young to Die! (с англ. — «Слишком стар для рок-н-ролла, слишком молод, чтобы умереть») также содержал в себе определённый концептуальный замысел и повествовал о судьбе стареющей рок-звезды. Отвечая на вопросы журналистов, лидер группы категорически отрицал тот факт, что он по сути явился прообразом персонажа альбома — Рэя Ломаса. Тем не менее трудно не заметить определённое внешнее сходство между Андерсоном и главным героем, изображавшим неприличный жест на обложке пластинки.

### 1977—1979: Фолк-роковая трилогия
Черту под бурным десятилетием подвели три альбома, связанные фолковой тематикой: Songs from the Wood, Heavy Horses и Stormwatch (первый из упомянутых дисков удостоился в целом позитивной оценки музыкальной критики впервые со времён Benefit). В этом жанровом повороте не было ничего удивительного, так как во-первых группа уже давно считалась своей в кругу фолк-рокеров (в частности имелись близкие дружеские отношения с известной командой данного направления Steeleye Span), а во-вторых к этому времени лидер Jethro Tull Иэн Андерсон поселился на загородной ферме и спокойная сельская жизнь очевидным образом отразилась на его последующем творчестве.
В 1978 году был издан двойной концертный альбом Bursting Out, содержавший в себе яркие и динамичные выступления группы. Состав участников именно этого периода признаётся большинством поклонников ансамбля «золотым». Особый оттенок выступлениям Jethro Tull придавала непосредственная манера общения Андерсона с публикой и коллегами. Иэн со свойственным ему жестковатым юмором частенько подкалывал своих товарищей («Дэвид пошёл отлить. А вот он уже вернулся. Ты не забыл хорошенько встряхнуть приятель?»). Во время гастролей по США у басиста Джона Глэскока обнаружились серьёзные проблемы со здоровьем; занять вакантное место Андерсон попросил своего приятеля Тони Уильямса (Tony Williams, экс-Stealers Wheel).
В 1977 году в группе появился новый клавишник. Им стал Дэвид Палмер (David Palmer), ранее сотрудничавший с группой в качестве концертного аранжировщика. Глэскок окончательно покинул состав коллектива летом 1979 года вследствие прогрессирующей болезни; осенью того же года он скончался во время проведения сложной хирургической операции на сердце. Новым бас-гитаристом группы стал Дэйв Пегг (Dave Pegg) из Fairport Convention. Вместе с ним Jethro Tull отправились в гастрольный тур, по окончании которого из группы ушёл Барлоу, подавленный смертью Глэскока.

### Концертные выступления

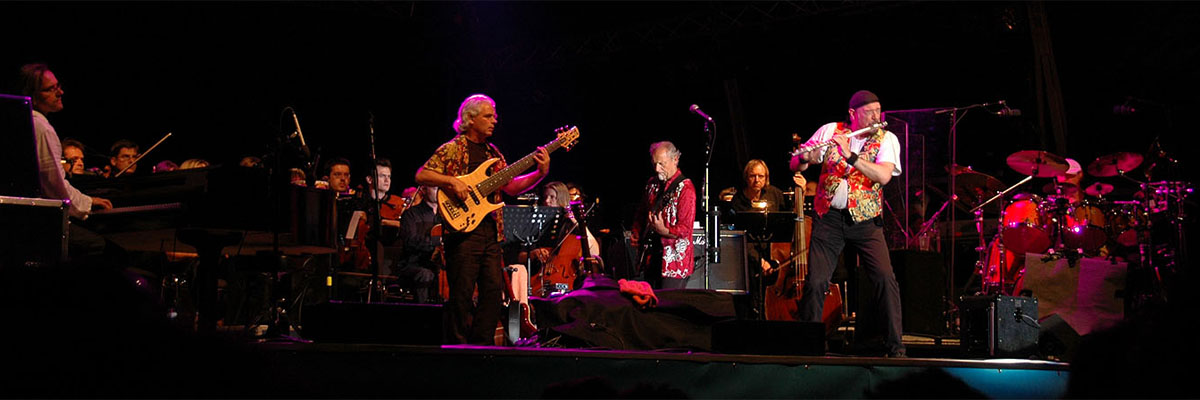
Jethro Tull. Выступление с симфоническим оркестром.

На протяжении первой половины 1970-х Jethro Tull не только существенно изменили своё стилистическое направление в музыке, но и достигли заметного прогресса в содержании своих сценических представлений. Живые выступления группы были весьма театральными и содержали в себе продолжительные импровизации с включениями различных соло-партий. Поначалу единственным ярким персонажем на сцене являлся фронтмен Андерсон с его взлохмаченными волосами и рваной одеждой, однако, в дальнейшем активными участниками шоу стали и другие члены группы.
Все музыканты Jethro Tull представляли на сцене определённые образы. Басист Гленн Корник всегда появлялся облачённым в жилетку и с повязкой на голове, в то время как его преемник Джеффри Хэммонд предпочитал одеваться в чёрно-белый полосатый костюм (таким же образом были оформлены и все его музыкальные инструменты). В дополнение к «зебровидному» Хэммонду в определённый момент на сцене появлялись двое актёров, изображавших зебру, которая «испражнялась» шариками для пинг-понга прямо в воодушевлённых зрителей. Джон Ивэн играл в белом костюме с ярко-красным шарфом на шее. Исполняя роль «грустного клоуна», он в своих огромных башмаках ковылял по сцене, передвигаясь от рояля к «хэммонду» (нарочно расставленных в противоположных концах сцены), а в перерывах доставал из кармана флягу, якобы наполненную спиртным, и делал вид что пьёт из неё. Одеяние ударника Барлоу состояло из майки и спортивных трусов малинового цвета, а также регбийных бутс; также в его экипировку входили увеличенные барабанные палочки, а во время сольных партий ударника сцену окутывали густые клубы дыма. Единственным воплощением приличия среди всего этого безумного балагана был Мартин Барр, которого то и дело «пинали» Андерсон и Ивэн; они же всячески гримасничали, когда гитарист исполнял свои пассажи.
Ярким примером экстравагантных представлений стали концерты Jethro Tull в поддержку альбома Thick as a Brick. Во время выступления музыкантов по сцене бегали актёры переодетые в кроликов, а во время антракта в установленной прямо на сцене пляжной кабинке переодевались участники группы Барр и Барлоу. В комплект диска Passion Play изначально планировалось включить фильм, содержащий в себе театрализованные постановки, однако затея в итоге не удалась. Лишь позднее фрагменты этого видео вошли в памятный сборник Jethro Tull (включая интерлюдию Story Of The Hare Who Lost His Spectacles). Альбом Too Old to Rock’N’Roll… стал очередной попыткой Андерсона по созданию мультимедийного проекта, однако и на сей раз планам не суждено было воплотиться в жизнь.

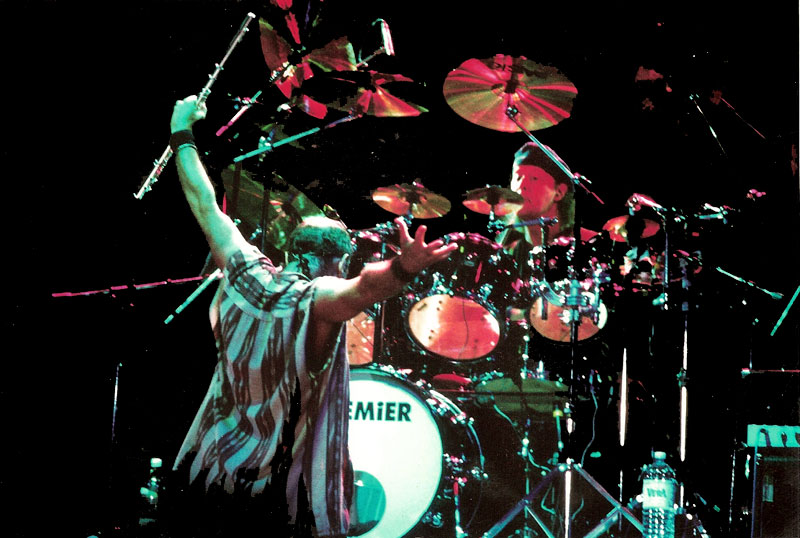
На концерте 1998 года

Сценические эксперименты, пусть в меньшей мере, продолжились и в последующих десятилетиях. В 1982 году во время концертного тура Broadsword and the Beast сцена была оборудована в виде огромного корабля викингов. В конце 1970-х Андерсон появлялся на сцене, облачённым в одежду эсквайра; остальные участники группы также привели свои сценические костюмы в соответствие с фолковой тематикой того периода. На концертах в поддержку альбома A все музыканты Jethro Tull были одеты в точно такие же белые комбинезоны, какие присутствовали на обложке диска. Некоторые сценические трюки, характерные для концертов 70-х сохранились и по сей день. К примеру во время исполнения очередной песни в зале раздаётся громкий телефонный звонок (эта шутка стала особенно актуальной в наше время с появлением сотовых телефонов). В конце представления группа традиционно играет мощную коду и на сцене появляются огромные воздушные шары, которые Андерсон поднимает над собой и бросает в публику.

### 1980—1984: Электронный рок
Выпущенный в 1980 году альбом A изначально планировался как сольник Андерсона. В записи диска приняли участие помимо Барра и Пегга ударник Марк Крэйни (Mark Craney) и специально приглашённый клавишник Эдди Джобсон (Eddie Jobson), работавший ранее с Roxy Music, UK и Фрэнком Заппой. Существенный акцент на синтезаторах привнёс в звучание Jethro Tull новые оттенки. Другим новаторским ходом стали съёмки клипа к одной из песен нового альбома «Slipstream». В качестве режиссёра был приглашён Дэвид Маллет (David Mallet), автор новаторского видео Дэвида Боуи «Ashes to Ashes». Изменения в традиционном саунде Jethro Tull стали ещё более заметны на концертах группы, вовсю использовавшей последние достижения электроники.
После того, как команду покинул Крэйни, начались поиски подходящего ударника. В этот период с Jethro Tull поочерёдно выступали несколько известных музыкантов, в том числе и Фил Коллинз (Phil Collins). 1981 стал первым годом, не увидевшим выпуска очередного студийного альбома группы. В 1982 году был издан Broadsword and the Beast, на котором звук вновь приобретает фолковую окраску, хотя синтезаторы тоже не были забыты. Последовавший концертный тур стал весьма успешным. Музыканты, облачённые в средневековые костюмы, выступали на сцене, оформленной в виде судна викингов.
В 1983 году Андерсон выпустил наконец свой первый сольный альбом. Он получил название Walk Into Light, изобиловал электроникой и повествовал об отчуждении в современном технологическом обществе. Большого резонанса работа не вызвала ни у старых фанов, ни у нового поколения слушателей. Тем не менее несколько композиций с диска впоследствии вошли в концертную программу Jethro Tull («Fly by Night», «Made in England», «Different Germany»).
Апофеозом увлечения электроникой стал диск Under Wraps, на котором вместо живого барабанщика присутствует драм-машина. Хотя музыканты заявляли о том, что в целом довольны своим новым звучанием, их очередное творение вновь не вызвало восторга ни у критики, ни у поклонников. Можно отметить разве что довольно заметное присутствие в эфире недавно образованного MTV видео группы «Lap of Luxury». Вскоре у лидера Jethro Tull возникли серьёзные проблемы с горлом и группа взяла трёхлетнюю паузу. Всё это время Андерсон посвятил лечению и развитию своей фермы по разведению лосося, которую он приобрёл в 1978 году.

### 1987—1991: Хард-рок
В 1987 году состоялось возвращение Jethro Tull. Это было сделано с блеском. Их новый альбом Crest of a Knave стал возвратом к более привычному «талловскому» звучанию 1970-х и получил восторженный отклик в прессе. Музыканты группы были отмечены высшей музыкальной наградой Грэмми в номинации «Лучшее хард-рок/метал-исполнение», обойдя сильных конкурентов в лице команды Metallica. Результаты голосования вызвали неоднозначную оценку, так как многие обозреватели не считали Jethro Tull ни хард-роковой, ни тем более металлической командой. Сами участники группы настолько не верили в свою победу, что ни один из них не оказался на церемонии вручения наград. В одном из британских музыкальных изданий по поводу победы Jethro Tull была опубликована иллюстрация, на которой в груде арматуры лежала флейта, а подзаголовок гласил: «Флейта — инструмент тяжёлого метала» (игра слов, также возможен перевод «флейта — металлический инструмент»). Стиль Crest Of A Knave был довольно близок к Dire Straits, что в частности объяснялось изменением голосового диапазона Андерсона. Самыми популярными песнями альбома стали «Farm on the Freeway» и «Steel Monkey», часто звучавшие в радиоэфире. Также стоит отметить концертную композицию «Budapest», содержавшую в себе эпизод с местной застенчивой девушкой и звучащую более 10 минут. Самую большую популярность в Европе получила песня «Mountain Men», посвящённая военной тематике. В тексте упоминалось о битве второй мировой войны при Эль-Аламейне и сражения на Фолклендских островах, при этом проводились параллели между чувством горя жён и их воюющих мужей. «Погибшие в траншеях у Эль-Аламейна, погибшие на Фолклендах по тв.»
В 1988 году был выпущен сборник 20 Years of Jethro Tull, содержавший в себе главным образом не издававшиеся ранее записи, а также концертные номера и переработанные композиции. Внутри набора находился буклет, подробно повествующий об истории группы. Нечего говорить, что издание тут же стало раритетом в кругу поклонников Jethro Tull. В честь 20-летнего юбилея был организован гастрольный тур, на котором к участникам команды присоединился мультиинструменталист Мартин Олкок (Martin Allcock), ранее выступавший в известной группе Fairport Convention. На концертах он главным образом исполнял клавишные партии.
Последовавшая студийная работа Rock Island (1989) уступала предшествующему альбому Crest Of A Knave. Одна из композиций диска «Kissing Willie» отличалась вульгарной лирикой и нарочито тяжёлым гитарным саундом, что по-видимому должно было служить сатирическим ответом группы на критику по поводу получения Грэмми. К песне был выпущен видеоклип, имевший проблемы с выходом в эфир, по причине присутствия в нём эротических сцен. Несмотря на то, что в целом диск Rock Island не стал выдающейся работой, он содержал в себе ряд записей, полюбившихся поклонникам Jethro Tull. В «Big Riff And Mando» повествовалось о нелёгкой доле постоянно гастролирующих музыкантов, и помимо прочего упоминался факт кражи одним из фанатов Tull мандолины Барра. Рождественский гимн «Another Christmas Song» выделялся своей воодушевлённостью на фоне в целом мрачноватого материала.
Альбом 1991 года Catfish Rising отличался от предшествующего большей целостностью материала. Несмотря на заявление Андерсона о возвращении к блюзовым корням, здесь присутствовало существенное использование мандолины и акустической гитары, а участие электронных инструментов напротив было сведено к минимуму. В число лучших композиций диска вошли: «Rocks On The Road», содержащая в себе замечательную партию акустической гитары и блюзовая баллада «Still Loving You Tonight».

### 1992—1994: Гастроли и сборники
В 1992 году Jethro Tull провели гастрольный тур A Little Light Music, на концертах которого исполняли в основном акустическую музыку. Было сыграно множество изрядно подзабытых и совершенно новых песен. Записи этих выступлений были изданы в одноимённом концертном альбоме того же года. Поклонники с удовольствием покупали новый диск группы, так как он содержал множество новых версий любимых произведений, в том числе весьма интересное прочтение фолковой песни «John Barleycorn». Нужно также отметить тот отрадный факт, что качество вокала Иэна Андерсона заметно улучшилось по сравнению с записями 1980-х.
В 1993 году группа широко отметила четверть века своего существования. Роскошным подарком для поклонников команды стали сборники под названием The 25th Anniversary Boxed Set (на 4 CD) и Nightcap: The Unreleased Masters 1973—1991 (на 2 CD), на которых были представлены редкие и ранее не издававшиеся студийные и концертные записи, а также ремиксы и новые версии известных хитов группы, исполненные музыкантами в 1990-х. Так, сингл с новой версией песни «Living in the Past» достиг 32-й позиции в британских чартах.

### 1995—2014: Влияние этнической музыки и распад

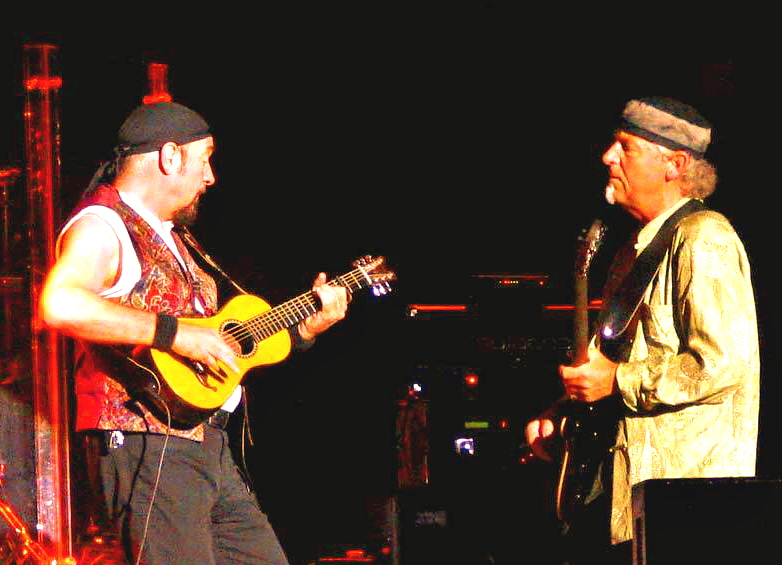
Андерсон и Барр, 2006 год

После 1992 года Андерсон несколько поменял манеру игры на флейте, а в его песнях стало заметным присутствие этнических мотивов. В тот же самый период группу временно покинул Дейв Пегг, дабы сосредоточиться на работе в Fairport Convention. Его заменил Джонатан Нойс (Jonathan Noyce). Вышедшие во второй половине 1990-х годов альбомы группы Roots to Branches (1995) и J-Tull Dot Com (1999) звучали не столь жёстко, как предшествующие. Их основой стали впечатления от многочисленных гастрольных поездок по всему миру. В таких песнях, как «Out of the Noise» и «Hot Mango Flush» Андерсон ярко передаёт свои впечатления о жизни в странах третьего мира. В новых альбомах также присутствовали композиции, в которых лидер Jethro Tull размышляет на тему старения («Another Harry’s Bar», «Wicked Windows», «Wounded, Old and Treacherous»).
В 1995 году Андерсон выпустил свой второй сольник Divinities: Twelve Dances with God. Альбом содержал в себе двенадцать инструментальных композиций, в которых Иэн в очередной раз продемонстрировал своё виртуозное владение флейтой. В работе над альбомом принял участие новый клавишник Jethro Tull Эндрю Гиддингс (Andrew Giddings), а также специально приглашённые оркестровые музыканты. В дальнейшем Андерсон записал ещё два сольных альбома: The Secret Language of Birds (2000) и Rupi's Dance (2003).
В 2003 году свет увидел рождественский сборник Christmas Album. Здесь присутствовали как английские народные песни в исполнении группы, так и оригинальные композиции Jethro Tull. В 2005 году на DVD были изданы две концертные записи: Live at the Isle of White (1970) и Aqualung Live (2005). В том же году Иэн Андерсон записал свою версию известной композиции Pink Floyd «The Thin Ice», которая вошла в альбом Back Against the Wall, посвящённый творчеству группы.
2006 год порадовал сразу несколькими новыми изданиями. В формате DVD был выпущен сборник Collectors Edition, на котором присутствует запись одного из лучших живых выступлений Jethro Tull на фестивале «Isle of Wight» 1970 года. Также в этот сборник вошли лучшие фрагменты выступлений группы во время гастролей 2001 года по Британии и Америке. Изюминкой издания стала видеозапись совместного выступления участников первого состава Jethro Tull Андерсона, Абрахамса, Корника и Банкера.
В марте 2007 года был издан сборник лучших акустических произведений группы. В него вошли 24 композиции из альбомов различных лет, а также новое концертное исполнение «One Brown Mouse» и популярная английская песня «Pastime with Good Company», автором которой является король Генрих VIII. В сентябре того же года вышел очередной концертный DVD Live at Montreux 2003. Он содержал в себе, помимо прочего, живое исполнение таких известных вещей, как «Fat Man», «With You There to Help Me» и «Hunting Girl».
Музыканты Jethro Tull активно гастролировали. В 2008 году состоялся тур, посвящённый 40-летию группы. В 2011 — тур в ознаменование 40-летия альбома «Aqualung».
На концертах Jethro Tull 2011 года в России, в Перми 12 апреля и в Москве 13 апреля, в связи с 50-летием космического полёта Юрия Гагарина использовалась видеотрансляция с Международной космической станции, в которой американская астронавтка Кэтрин Коулман, находившаяся на станции в состоянии невесомости, поприветствовала зрителей на русском языке и поздравила публику и музыкантов Jethro Tull с Днём космонавтики. После чего, Коулман исполнила партию флейты в композиции «Bourée» под аккомпанемент музыкантов группы на сцене
.
В конце 2011 года Мартин Барр заявил, что по крайней мере на два года покидает группу. Тур 2012 года в поддержку сольного альбома Андерсона «Thick As a Brick 2: Whatever Happened To Gerald Bostock?» прошёл без его участия.
Согласно статистике, опубликованной в конце 2006 года на сайте http://www.ministry-of-information.com, начиная с 1968 года Jethro Tull дали в общей сложности 2789 концертов, что в среднем равняется 73 выступлениям в год на протяжении 38 лет.
В сентябре 2013 года Jethro Tull дали концерты в Минске, Москве, Санкт-Петербурге, Ростове-на-Дону и Краснодаре.
В 2014 году Йен Андерсон заявил о распаде коллектива.

### 2017 — настоящее: Воссоединение
В сентябре 2017 года группа объявила о воссоединении в честь 50-летней годовщины This Was и о гастрольных планах, а также о выпуске нового альбома в 2018 году. В новый состав группы вошли Андерсон, Хаммонд, Опале, О’Хара и Гудье. Все эти музыканты ранее были в составе сольной группы Андерсона.
2 января 2018 года Иэн Андерсон опубликовал новогодний пост на jethrotull.com, включая свою фотографию с подписью «IA в студии работает над новым альбомом, который выйдет в марте 2019 года. Тссс, держите это в секрете …»
1 июня 2018 года Parlophone Records выпустили новый сборник (50 треков), посвященный 50-летней карьере группы, в который вошел 21 альбом Tull, 50 for 50. В примечаниях к буклету сборника говорится, что новый альбом, запланированный на 2019 год, будет сольной записью Иэна Андерсона, а не новым альбомом Jethro Tull.
В ноябре 2019 года «Ian Anderson and the Jethro Tull band» объявили Prog Years Tour с 11 концертами по Великобритании в сентябре и октябре 2020 года, но впоследствии он был отложен из -за пандемии COVID-19. Обязанности гитариста будет выполнять новый участник Джо Пэрриш, а Опале покинет группу в конце 2019 года, чтобы сосредоточиться на продюсерской работе и своей семье.
В 2022 группа выпустила первый за 19 лет альбом 28 января 2022 года — The Zealot Gene. Следом за ним в 2023 году, с наименьшим промежутком за всю историю группы, группа выпустила ещё один альбом под названием RökFlöte.

## Состав

### Нынешний состав
- Иэн Андерсон — ведущий вокал, акустическая гитара, флейта, губная гармоника, мандолина (1967—2014, 2017—наши дни)
- Джон О’Хара — клавишные, бэк-вокал (2006—2014, 2017—наши дни)
- Дэвид Гудье — бас-гитара (2006—2014, 2017—наши дни)
- Скотт Хаммонд — ударные (2017—наши дни)
- Джо Пэрриш — электрическая и акустическая гитара (2019—наши дни)

### Бывшие участники
- Мик Абрахамс — соло-гитара, бэк-вокал, иногда ведущий (1967—1968)
- Мартин Барр — соло-гитара, мандолина, флейта (1969—2014)
- Гленн Корник — бас-гитара (1967—1970; умер 28 августа 2014)
- Клайв Банкер — ударные (1967—1970)
- Джон Ивэн — клавишные, бэк-вокал (1970—1979)
- Джеффри Хэммонд-Хэммонд — бас-гитара, бэк-вокал (1970—1975)
- Бэримор Барлоу — ударные (1970—1979)
- Джон Глэскок — бас-гитара, бэк-вокал (1975—1979; умер 17 ноября 1979)
- Ди Палмер — клавишные (1976—1979, 1986)
- Дэйв Пегг — бас-гитара, мандолина, бэк-вокал (1979—1994)
- Эдди Джобсон — клавишные, скрипка (1979—1981)
- Марк Крэйни — ударные (1979—1981; умер 26 ноября 2005)
- Джери Конуэй — ударные (1981—1982)
- Питер-Джон Ветесс — клавишные, бэк-вокал (1981—1986)
- Пол Бёрджесс — ударные (1982—1983)
- Мартин Олкок — клавишные (1987—1990; умер 16 сентября 2018)
- Дэйв Мэттэкс — ударные (1990—1991)
- Доан Перри — ударные (1984—1990, 1991—2014)
- Энди Гиддингс — клавишные, бэк-вокал (1990—2006)
- Джонатан Нойс — бас-гитара (1994—2006)
- Флориан Опале — соло-гитара (2017—2019)

### Приглашённые музыканты
- Тони Айомми — соло-гитара (на концерте «Рок-н-ролльный цирк Роллинг Стоунз»)
- Тони Уильямс — бас-гитара (временная замена Гласкока) (1978—1979)

## Дискография

### Студийные альбомы
- This Was (1968)
- Stand Up (1969)
- Benefit (1970)
- Aqualung (1971)
- Thick as a Brick (1972)
- A Passion Play (1973)
- War Child (1974)
- Minstrel in the Gallery (1975)
- Too Old to Rock ’n’ Roll: Too Young to Die! (1976)
- Songs from the Wood (1977)
- Heavy Horses (1978)
- Stormwatch (1979)
- A (1980)
- The Broadsword and the Beast (1982)
- Under Wraps (1984)
- A Classic Case (1985) (альбом оркестровых каверов)
- Crest of a Knave (1987)
- 20 Years of Jethro Tull (1988)
- Rock Island (1989)
- Catfish Rising (1991)
- Roots to Branches (1995)
- J-Tull Dot Com (1999)
- The Jethro Tull Christmas Album (2003) (переиздан в 2009 году с дополнительным диском Christmas at St. Bride’s 2008, записанным вживую в лондонской церкви St. Bride в 2008 году)
- The Zealot Gene (2022)
- RökFlöte (2023)
- Curious Ruminant (2025)

### Концертные альбомы
- Bursting Out (1978)
- Live at Hammersmith '84 (1990)
- A Little Light Music (1992)
- In Concert (1995)
- Living with the Past (2002)
- Aqualung Live (2005)
- Nothing Is Easy: Live at the Isle of Wight 1970 (2005)

### Сборники
- Living in the Past (1972)
- M.U. — The Best of Jethro Tull (1976)
- Repeat — The Best of Jethro Tull — Vol II (1977)
- Original Masters (1985)
- 25th Anniversary boxed set (1993)
- The Best of Jethro Tull: The Anniversary Collection (1993)
- Nightcap (1993) (сборник редких записей с ограниченным тиражом)
- Through The Years (1998)
- The Very Best of Jethro Tull (2001)
- The Essential Jethro Tull (2003)
- The Best of Acoustic Jethro Tull (2007)